# Melanesobasis mcleani
Melanesobasis mcleani – gatunek ważki z rodziny łątkowatych (Coenagrionidae). Endemit wyspy Viti Levu (Fidżi).